# 埃内里斯
埃内里斯（西班牙語：Enériz）是西班牙纳瓦拉的一个市镇。总面积9.45平方公里，总人口286人（2019年1月1日），人口密度30人/平方公里。